# David Padilla Martínez
David Padilla Martínez (Jaén, 8 de septiembre de 1958-ibíd., 4 de mayo de 2016) fue un pintor e ilustrador español.

## Biografía
Comenzó los estudios de Derecho en la Universidad de Granada en 1976, pero los abandonó en 1978 para seguir lo que fue su vocación, la pintura. Se formó en la escuela de la Real Academia de Bellas Artes Santa Isabel de Hungría de Sevilla (1980-1985) y, tras pasar un tiempo en Málaga, regresó a su ciudad natal, donde fijó su residencia definitiva y desarrolló su labor artística.
Su pintura ha sido calificada de «radical en sus argumentos» realista a la vez que punzante, urbana, donde los personajes anónimos y marginales configuran la ciudad y con un resultado que, en ocasiones, trae recuerdos del pop-art. En cuanto a su técnica, recorrió buena parte del espectro de materiales, sobresaliendo en el uso de tinta industrial sobre papel con el que obtenía un dibujo muy preciso David Padilla consideró el arte «como compromiso en la mirada, guiño social y tiempo engullido».
También fue ilustrador de libros y publicaciones periódicas, entre cuyos trabajos destaca el realizado en el diario El Mundo, donde durante años creó los dibujos para la sección de turismo de Andalucía, o ilustraciones para columnistas del diario o el artículo dominical de la dirección del periódico. Finalmente, también fue profesor de la Real Sociedad Económica de Amigos del País jienense y la Universidad Popular Municipal.
Falleció el 4 de mayo de 2016 tras una fulminante enfermedad en la misma ciudad que le vio nacer.